# Яна Стрнадова
Яна Стрнадова (Jana Strnadová; нар. 25 травня 1972) — колишня чехословацька тенісистка.
Найвищу одиночну позицію світового рейтингу — 434 місце досягла 14 Jan 1991, парну — 333 місце — 26 Nov 1990 року.

## Фінали ITF

### Парний розряд: 1 (0–1)
| Результат | Ранг | Дата              | Турнір       | Покриття | Партнерка        | Суперниці                        | Рахунок       |
| --------- | ---- | ----------------- | ------------ | -------- | ---------------- | -------------------------------- | ------------- |
| Поразка   | 1.   | 11 листопада 1990 | Фес, Марокко | Ґрунт    | Nicole Strnadová | Babette Eijsvogel Ева Гаслінґейс | 0-6, 6-2, 1-6 |